# Pseíra

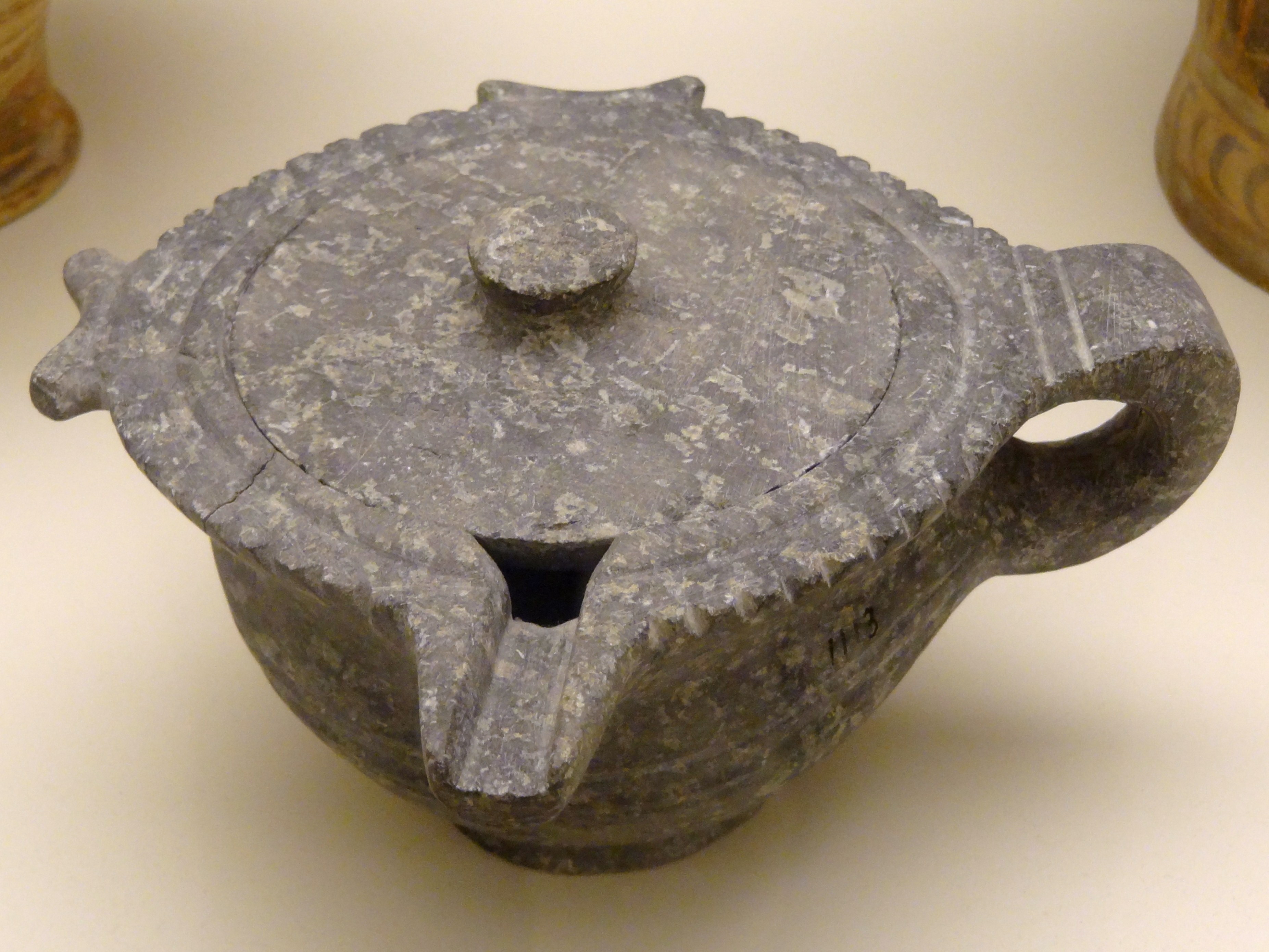
Vaso de pedra encontrado em Pseíra, em exposição no Museu Arqueológico de Heraclião

Pseíra ou Psira (em grego: Ψείρα) é um ilhéu no golfo de Mirabelo no nordeste da ilha de Creta, Grécia, onde há restos arqueológicos das civilizações minoica e micénica. O ilhéu situa-se a cerca de 3 km a leste-nordeste de Móchlos e tem aproximadamente 2,4 metros de comprimento máximo por 1,1 m de largura máxima.

## Arqueologia
A ilha foi explorada em 1906–1907 por Richard Seager e parcialmente documentada Halvor Bagge em 1910 com ilustrações a tinta e aguarelas baseadas em fotografias do Museu da Universidade da Pensilvânia. Em 1984–1992 foi examinada mais detalhadamente por Philip P. Betancourt e Costis Davaras para a Universidade Temple. Os materiais arqueológicos da cidade portuária, situada acima do seu ancoradouro, ao qual estava ligado por escadas numa ravina, vão desde o fim do Neolítico, no 4ª milénio a.C., até ao final da Idade do Bronze, tendo tido o seu apogeu durante entre Minoano Primitivo e o Minoano Recente IB (1 520–1 430 a.C.). Nesse período a próspera cidade com cerca de 60 edifícios concentrava-se em volta da sua praça aberta (plateia), que tinha um edifício único que ocupava um dos lados. Como muitos sítios seus contemporâneos do Minoano Primitivo IB, a cidade foi violentamente destruída c. 1 550–1 450 a.C.. Depois disso, parte da população que restou limpou alguns espaços nos escombros e durante algum tempo continuou a viver na cidade em ruínas.
Um sinete encontrado no local representando um navio revela a importância do porto para a cidade. A comunidade minoica vivia da pesca e da agricultura de subsistência. Foram construídos socalcos para produção agrícola, onde o solo calcário era profundamente lavrado e estrumado com dejetos humanos. Os campos agrícolas não eram vedados, como não o eram muito mais tarde,  durante período bizantino, um sinal de que as cabras não andavam livremente na ilha e que não eram criados porcos. Havia represas para recolher a água da chuva, pois a água escasseava no ilhéu, apesar da região do Egeu ser menos seca no 2º milénio a.C. do que atualmente.[carece de fontes?]

### Necrópole
Consistente com o longo período de ocupação, as sepulturas que se encontram na necrópole situada a ocidente da cidade são de cinco tipos: abrigos de rocha do Neolítico, cistas construídos com lajes verticais com semelhanças com as cicládicas, pequenos túmulos de rocha, túmulos em vasos e túmulos imitando casas. Os artefactos arqueológicos da necrópole incluem vasos de barro, vasilhas de pedra, obsidiana, ferramentas de bronze e joias. Os enterros foram interrompidos no Minoano Médio (2 000–1 550 a.C.), antes da cidade entrar no seu período de expansão no Minoano Recente (1 550–1 100 a.C.). O edifício do Minoano Recente I (1 550–1 430 a.C.) que ocupa o lado norte da plateia, identificado cautelosamente como um "santuário cívico", apresenta baixos-relevos de estuque pintado no piso superior e um fragmento de um fresco com duas mulheres em trajes minoicos com um tecido de desenho complicado que se encontram em frente uma da outra.[carece de fontes?] As escavações têm sido ensombradas pelo desenvolvimento sucessivo nos níveis pré-históricos, que ofuscam os níveis anteriores, algo muito diferente do que se passa, por exemplo, em Cnossos, onde os estratos estão mais claramente definidos.

### Casa dos ritões e cultos

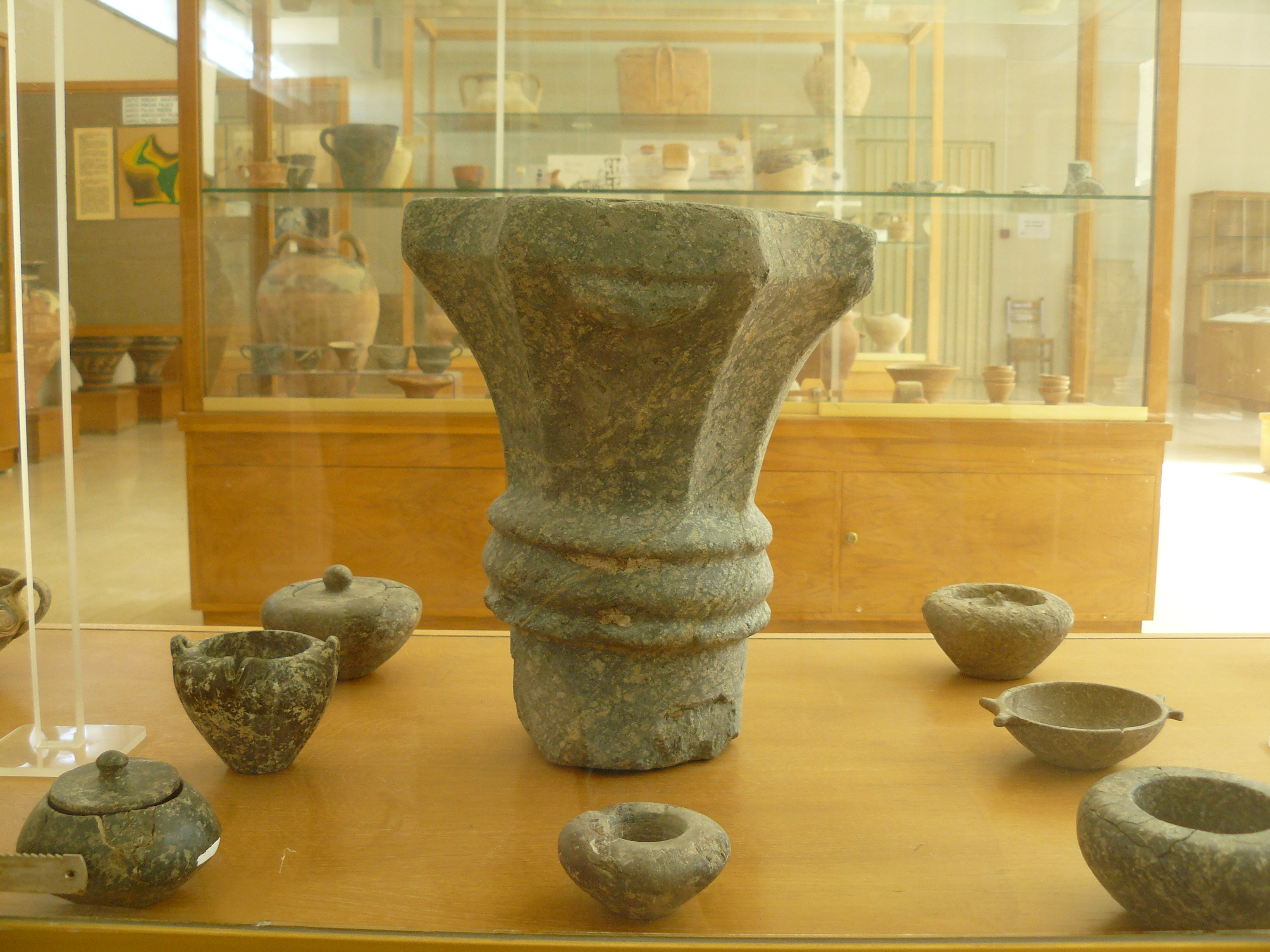
Vaso de pedra encontrados em Pseíra, em exposição no

A escavação da chamada casa dos ritões (vasos rituais para libação), revelaram evidências de algumas práticas minoicas de culto que ajudam a perceber alguns dos ritos minoicos, apesar do significado essencial do seu significado seja desconhecido. Em três estruturas diferentes, a atividade de culto envolvia o uso de ritões, vasos para beber de diversas formas, todos com um furo na base, um vaso em forma de touro, conchas de tritões, cálices e numerosas chávenas. Betancourt observa que «práticas de culto envolvendo um grande número de ritões continuaram em sucessivos períodos na Idade do Bronze Final, como é demonstrado por uma interessante estrutura religiosa em Ugarit (atual Ras Shamra, na Síria), com 15 ritões, incluindo exemplos micénicos e minoicos.» [carece de fontes?]
Á análise química de vestígios num ritão sugeriu a presença de cevada, cerveja e vinho. Todos estes vasos rituais eram guardados entre o seu uso periódico, quando grandes grupos se reuniam nas divisões do piso superior, que tinham baixos-relevos de estuque pintado e caiado nas paredes e cujo chão era caiado ritualmente (no edifício em frente à plateia) ou pavimentado com lajes de pedra (casa dos ritões). Na casa dos ritões havia um espaço de cozinha em baixo, muito grande para ser apenas para os ocupantes da casa; tinha uma lareira de canto,  um almofariz construído na rocha do canto oposto e pedras de moagem. Os ritos de bebida que decorriam no piso superior eram aparentemente acompanhados por um banquete.[carece de fontes?]

### Tesouro

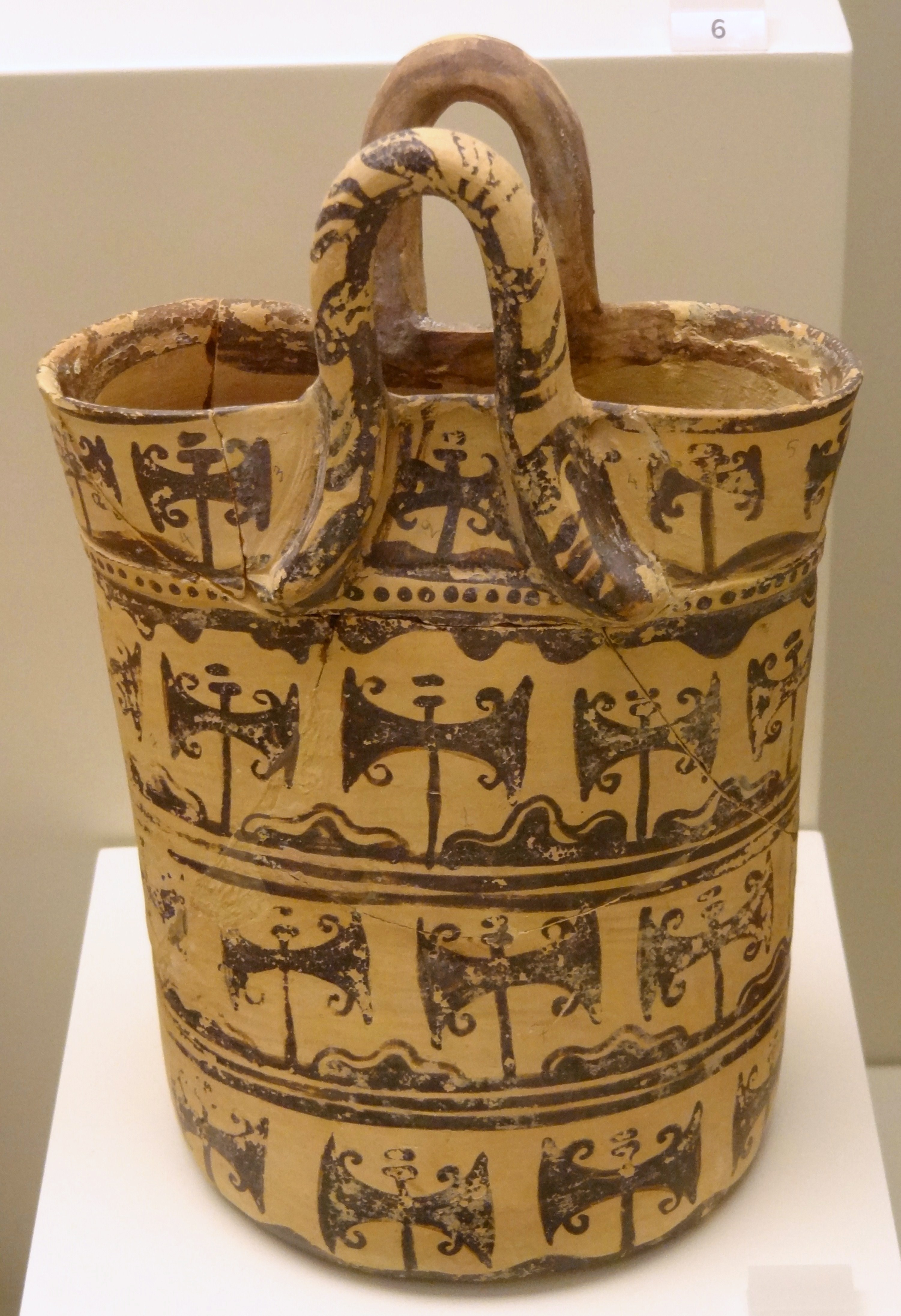
Ritão em forma de cesto decorado com lábris, parte do tesouro encontrado por Seager em Pseíra, atualmente exposto no Museu Arqueológico de Heraclião

Um tesouro descoberto por Seager perto do ancoradouro inferior incluía um ritão em forma de cesto decorado com lábris (machados duplos), ritões em forma de pera decorados com golfinhos, um vaso em forma de touro e um jarro decorado com heras, o que num contexto grego pode indicar a presença de, entre outros deuses, Dioniso.[carece de fontes?]

## Publicações arqueológicas
Os resultados das escavações meticulosas levadas a cabo por Philip Betancourt e Costis Davaras foram publicados a várias publicações especializadas publicadas pela INSTAP Academic Press:
- Betancourt, Philip P., Pseira: A Bronze Age Seaport in Minoan Crete (em inglês)

- Betancourt, Philip P. (ed.), Pseira I: The Minoan Buildings on the West Side of Area A (em inglês)

- Betancourt, Philip P.; Davaras, Costis, eds. (1997), Pseira II: Building AC (the “Shrine”) and Other Buildings in Area A (em inglês)

- Floyd, Cheryl R. (1998), Pseira III: The Plateia Building (em inglês)

- Betancourt, Philip P.; Davaras, Costis, eds. (1999), Pseira IV: Minoan Buildings in Areas B, C, D, and F (em inglês)

- McEnroe, John C., Pseira V: Architecture of Pseira (em inglês)

- Betancourt, Philip P.; Davaras, Costis, eds. (2003), «Pseira VI: The Pseira Cemetery I: The Surface Survey», Topography and methodology (em inglês)

- Betancourt, Philip P.; Davaras, Costis, eds. (2003), Pseira VII: The Pseira Cemetery II: Excavation of the Tombs (em inglês)

- Betancourt, Philip; Davaras, Costis; Simpson, Richard Hope, Pseira VIII: The Pseira Island Survey, Part 1 (em inglês)

- Betancourt, Philip; Davaras, Costis; Simpson, Richard Hope (eds.), Pseira IX: The Pseira Island Survey, Part 2: The Intensive Surface Survey (em inglês)